# Терёхина, Раиса Ивановна
Раиса Ивановна Терёхина (род. 06.10.1939) — тракторист-машинист зерносовхоза «Гигант» Сальского района Ростовской области, полный кавалер ордена Трудовой Славы (1990).

## Биография
Родилась 6 октября 1939 года в селе Красная Поляна Песчанокопский район Северо-Кавказского края ныне Ростовской области.
Окончила курсы трактористов и работала механизатором.
Указами Президиума Верховного Совета СССР от 14 февраля 1975 года и от 23 декабря 1976 года награждена орденами Трудовой Славы 3-й и 2-й степени.
С 1977 года – механизатор 9-го отделения зерносовхоза «Гигант» Сальского района Ростовской области.
Учитывая её организаторские способности, при создании подрядного кормодобывающего звена избрана звеньевой. Подрядное звено стало одним из лучших не только в отделении, но и в совхозе. Много лет звено выходило лидером в совхозе по урожайности: в 1988 году – по 37,2 центнера зерновых на круг, в 1989-м – по 42,9, в 1990-м – по 49,7.
Указом Президента СССР от 27 августа 1990 года за достижение высоких результатов в производстве, переработке и продаже государству сельскохозяйственной продукции на основе применения прогрессивных технологий и передовых методов организации труда Терёхина Раиса Ивановна награждена орденом Трудовой Славы 1-й степени. Стала полным кавалером ордена Трудовой Славы.
В 1990 году Раиса Ивановна вышла на пенсию, но звена своего она не покинула. Её единодушно избрали помощником бригадира, поручив Терёхиной учёт и документацию, контроль за качеством полевых работ. А в напряжённые моменты её новенький Т-16 видели в агрегатах с горячим обедом или ужином.
Живёт в городе Шахты Ростовской области.

## Награды
Награждена орденами Трудовой Славы 1-й, 2-й, 3-й степеней: 3 ст. 14.02.1975 № 21011
2 ст. 23.12.1976 № 1228
1 ст. 27.08.1990 № 793
- медалями[1].
- В 2009 году указом Главы Администрации (Губернатора) РО за многолетний добросовестный труд Терёхиной Р. И. объявлена благодарность, в 2014 году Губернатором Ростовской области Терёхиной Р. И. вновь была объявлена благодарность[2].